# Parti populaire national allemand

Drapeau de l'Empire allemand, utilisé par le DNVP.

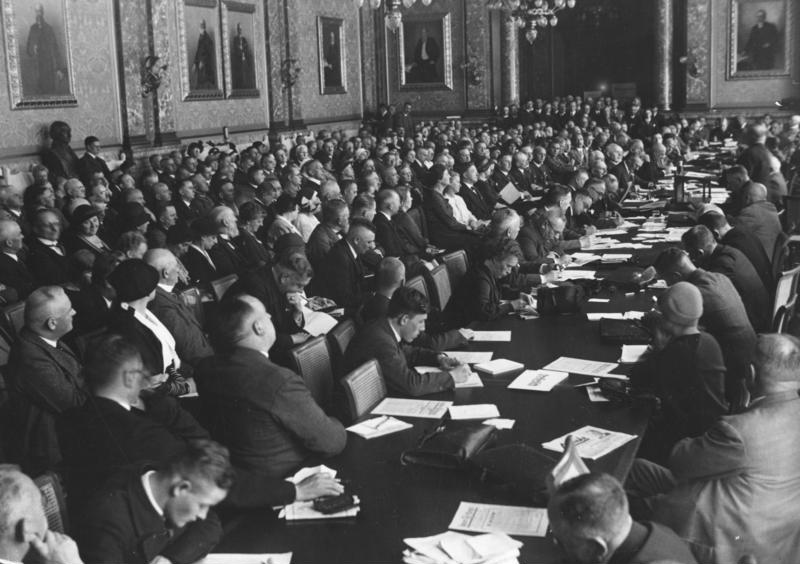
Convention du DNVP en 1932.

Le Parti populaire national allemand,,, ou Parti national du peuple allemand (en allemand Deutschnationale Volkspartei, abrégé en DNVP) est un ancien parti politique allemand fondé en 1918 et disparu en 1933, situé entre la droite et l'extrême droite à l'époque de la république de Weimar.
Parfois présenté comme appartenant à la tendance « nationale-conservatrice » et composante importante du mouvement dit de la « Révolution conservatrice », le DNVP reprenait en grande partie, mais en les radicalisant, les cadres et les fondements idéologiques de l'ancien Parti conservateur allemand, actif sous l'Empire allemand. Jusqu'à l'ascension du Parti national-socialiste des travailleurs allemands (NSDAP), le DNVP, proche de la Ligue pangermaniste ainsi que des anciens combattants du Stahlhelm, représentait le principal parti völkisch. Antisémite, il exclut officiellement, en 1929, les Juifs du parti. L'historien Ian Kershaw souligne son rapport ambigu avec l'extrême-droite : si le DNVP était völkisch, antisémite et partageait, selon Kershaw, nombre de « caractéristiques fascistes », il se définissait toutefois davantage comme conservateur, voire aristocrate et élitiste, que comme populiste.

## Historique
Hostile à la République de Weimar qui succède à l'effondrement de l'Empire allemand, le DNVP passa la plus grande partie de l'entre-deux-guerres dans l'opposition. Ainsi, il ne participa qu'à deux gouvernements sur les dix-neuf formés entre 1919 et 1932, pour une période totale de 27 mois. Malgré des scores parfois importants (jusqu'à près de 20 % aux deux législatives de 1924), ceci s'explique à la fois par le mode de scrutin électoral en vigueur, et la position intransigeante du parti, qui rejette frontalement la république de Weimar.[réf. nécessaire]
Le DNVP était soutenu par certains industriels, mais aussi par de nombreux grands propriétaires terriens de l'Est de l'Elbe. Il était majoritairement soutenu dans le Nord protestant de l'Allemagne,. Le pamphlet de 1919 de Karl Helfferich, intitulé « Erzberger doit partir! », qui qualifiait le député Zentrum, signataire de l'armistice, de « marionnette des Juifs », est un exemple de ce discours violemment anti-démocratique, anti-catholique et antisémite. Le DNVP bénéficia également d'un appui important de la Ligue pangermaniste (également proche du NSDAP), qui profita plus au parti qu'à la ligue.
À sa fondation, le DNVP était favorable au retour de la monarchie, et s'opposait de manière virulente aux mesures de rétorsion prises aux dépens de l'Allemagne dans le traité de Versailles. En mars 1920, le DNVP prend une position ambiguë à l'égard de la tentative du putsch de Kapp, qu'on pourrait qualifier de « soutien sans participation ». Le pasteur Gottfried Traub (de), ex-membre de la National-Sozialer Verein et proche du DNVP, fut ainsi ministre des Cultes de l’éphémère gouvernement de Kapp, avant de devenir officiellement membre du parti.[réf. nécessaire]
Après l'échec du putsch, le DNVP, très divisé sur l'approbation du plan Dawes, abandonne l'orientation monarchique et prône un régime présidentiel fort. Il adopte officiellement, en 1921, les « principes germano-völkisch » comme fondement de sa ligne politique.
En 1922, le parti lance une campagne antisémite virulente contre le ministre Walther Rathenau. À la suite de l'assassinat, en juin 1922, de Rathenau, le chancelier Joseph Wirth réussit à faire voter une loi sur la défense de la République, la Republikschutzgesetz (de), qui permet la dissolution des organisations soutenant le terrorisme. La loi est votée par tous les partis à l'exception du Parti communiste, du Parti populaire bavarois et du DNVP, qui se sent particulièrement visé. Afin d'éviter une éventuelle interdiction, le DNVP s'oppose à son aile la plus radicale, conduisant à une scission conduite par les membres les plus à droite (dont notamment Albrecht von Graefe, ancien député du Parti conservateur allemand et l'une des figures de proue du mouvement völkisch, ou Reinhold Wulle), qui mène à la création du « Parti populaire allemand de la liberté » (Deutschvölkische Freiheitspartei, DVFP). Certains de ces membres exclus conservèrent toutefois des relations étroites avec le DNVP, à commencer par Graefe, qui continuait à être considéré comme membre du DNVP.
Soutenu par le groupe de presse d'Hugenberg, le parti atteint 950 000 adhérents l'année suivante. Il accepte dès lors de soutenir certains gouvernements (Cuno, 1922-23) ou d'y participer (Luther, 1925-26). Cette participation est sanctionnée par un déclin électoral et le parti passe à une opposition radicale au régime après la prise de pouvoir d'Hugenberg en 1928[réf. nécessaire].
En 1931, alors que ses électeurs le désertent en faveur du NSDAP, le parti forme une alliance avec les nazis et le Stahlhelm (une organisation paramilitaire), le Front de Harzburg[réf. nécessaire].

### Le nazisme et l'après-guerre
Le DNVP participe à une coalition avec le parti nazi après l'accession au pouvoir de celui-ci, au début 1933. Il se dissout le 29 juin 1933 sous la pression d'Adolf Hitler. Beaucoup de ses membres rejoignent alors le parti national-socialiste. Ceux qui s'y refusent sont contraints de quitter la vie politique. Après la guerre, certains anciens membres du DNVP rejoignirent la CDU, suscitant des tensions avec les anciens membres du Zentrum qui dominaient le parti. Parmi ceux-ci, Robert Lehr, ministre de l'Intérieur de 1950 à 1953 ; Hans Schlange-Schöningen, qui avait été ministre du Reich en 1930-1931, sous la République de Weimar ; ou Otto Christian Archibald von Bismarck, petit-fils du chancelier. Le parti d'extrême-droite Deutsche Rechtspartei (de) attira davantage d'anciens membres du DNVP, dont Reinhold Wulle, Eldor Borck (de), Wilhelm Jaeger ou Otto Schmidt-Hannover (de)[réf. nécessaire].
Le DNVP est brièvement recréé en 1962, par un ancien député du DNVP, Heinrich Fassbender, avant de rallier le Parti national-démocrate d'Allemagne à sa création en 1964, parti considéré comme ultra-nationaliste, voire néo-nazi[réf. nécessaire].

## Présidents
- 1918-1924 : Oskar Hergt (1869-1967)
- 1924-1928 : Kuno von Westarp (1864-1945)
- 1928-1933 : Alfred Hugenberg (1865-1951)

## Résultats électoraux auReichstag(assemblée nationale)

Résultat des législatives de décembre 1924: le DNVP (bleu) arrive en tête dans le nord, le Zentrum et le Parti populaire bavarois (noir) sont en tête dans le sud, et le SPD (social-démocrate, en rouge) en tête ailleurs.

| Année   | Voix      | %    | Sièges    |
| ------- | --------- | ---- | --------- |
| 1919    | 3 121 479 | 10,3 | 44 / 423  |
| 1920    | 4 249 100 | 15,1 | 71 / 459  |
| 05/1924 | 5 696 475 | 19,5 | 95 / 472  |
| 12/1924 | 6 205 802 | 20,5 | 103 / 493 |
| 1928    | 4 381 563 | 14,3 | 73 / 491  |
| 1930    | 2 457 686 | 7,0  | 41 / 577  |
| 07/1932 | 2 178 024 | 5,9  | 37 / 608  |
| 11/1932 | 2 959 053 | 8,7  | 52 / 584  |
| 03/1933 | 3 136 760 | 8,0  | 51 / 647  |